# Tęczowa kraina
Tęczowa kraina (ang. Rainbow Brite, 1984-1986) – francusko-japońsko-amerykańska kreskówka opowiadająca o przygodzie Tęczulki, która ratuje kolory przed Mroczkiem i Toczkiem, sługami ciemności, którzy chcą je zniszczyć. Tęczulce towarzyszą koń Zorza, Biały i kolorowe dzieci: Czerwonek, Pomarańczka, Żółteczka, Zielunia, Błękitek i Fioletka.
Premiera serialu miała miejsce w Stanach Zjednoczonych 27 czerwca 1984 i był emitowany do 24 lipca 1986 roku. W Polsce premiera serialu zadebiutowała 19 grudnia 1999 roku na antenie TVN. W późniejszym czasie serial emitowany był na kanałach Fox Kids i Jetix Play.

## Bohaterowie
- Tęczulka – główna bohaterka kreskówki.
- Biały – przyjaciel Tęczulki.
- Zorza – koń Tęczulki.
- Mroczek i Toczek – wrogowie Tęczulki.

## Wersja polska
Wersja polska: Master Film na zlecenie TVN

Reżyseria: Maria Horodecka

Dialogi: Joanna Klimkiewicz

Dźwięk: 
- Marcin Ejsmund (odc. 1-3, 6),
- Anna Barczewska (odc. 7-11, 13)

Montaż: Gabriela Turant-Wiśniewska

Kierownictwo produkcji: Dariusz Falana

Wystąpili: 
- Agnieszka Kunikowska – Tęczulka
- Brygida Turowska – Biały
- Artur Kaczmarski – Zorza
- Mieczysław Morański – Toczek
- Wojciech Paszkowski – Mroczek
- Tomasz Bednarek – Brian
- Katarzyna Tatarak
- Janusz Wituch
- Iwona Rulewicz
- Elżbieta Bednarek
- Beata Łuczak
- Jacek Rozenek
- Jacek Mikołajczak
- Leszek Zduń –  Czerwonek
- Ewa Decówna
- Robert Tondera
- Izabella Bukowska
- Jan Janga-Tomaszewski
- Janusz Bukowski

i inni
 Lektor: Marek Lelek

## Odcinki
- Serial składa się z 13 odcinków, w tym 2 dwuczęściowe. Można go było obejrzeć na antenie Jetix Play.
- Emitowany wcześniej na kanale Fox Kids, TVN i Jetix Play.
- W Jetix Play serial był emitowany od 11 lutego 2006 roku (odcinki 1-13). Pomijany był odcinek 12.
- W Polsce serial nie ma oficjalnych tytułów. Poniżej podane są wymyślone przez fanów serialu.
- W 1985 roku powstał również film produkcji amerykańsko-japońskiej, zatytułowany Tęczynka i Złodziejka Gwiazd (ang. Rainbow Brite and the Star Stealer), więcej o filmie.

## Spis odcinków
| N/o            | Nieoficjalny polski tytuł | Angielski tytuł               |
| -------------- | ------------------------- | ----------------------------- |
|                |                           |                               |
| SERIA PIERWSZA |                           |                               |
|                |                           |                               |
| 01             | Początki                  | Beginning of Rainbowland      |
| 02             | Początki                  | Beginning of Rainbowland      |
|                |                           |                               |
| 03             | Brian                     | Peril in the Pits             |
|                |                           |                               |
| 04             | Mrokostwór                | The Mighty Monstromurk Menace |
| 05             | Mrokostwór                | The Mighty Monstromurk Menace |
|                |                           |                               |
| 06             | Matka                     | Mom                           |
|                |                           |                               |
| 07             | Kosmita                   | Invasion of Rainbowland       |
|                |                           |                               |
| 08             | Pojedynek                 | Rainbow Night                 |
|                |                           |                               |
| 09             | Robot                     | Star Sprinkled                |
|                |                           |                               |
| 10             | Biały ma kłopoty          | Chasing Rainbows              |
|                |                           |                               |
| 11             | Kometa                    | Murky’s Comet                 |
|                |                           |                               |
| 12             | Urodziny                  | A Horse of a Different Color  |
|                |                           |                               |
| 13             | Królowa Gwiazd            | The Queen of the Sprites      |
|                |                           |                               |